# بول ستالتيري
بول ستالتيري، من مواليد 18 أكتوبر 1977 في إتوبيكوك في كندا، لاعب كرة قدم كندي.
بدأ مسيرته الكروية مع نادي تورنتو لينكس في موسم 1997/1998، ولعب معهم 16 مباراة وسجل 8 أهداف، وفي عام 1998 انتقل إلى نادي فيردر بريمن الألماني، ولعب معهم حتى عام 2005، وشارك معهم في 150 مباراة وسجل 6 أهداف، ومنذ عام 2005 وهو يلعب مع نادي توتنهام هوتسبر الإنجليزي.
و قد بدأ باللعب مع منتخب كندا لكرة القدم في عام 1997.

## مسيرته الكروية
لعب بول ستالتيري خلال مسيرته الاحترافية مع 6 أندية في خمسة عشر موسمًا وسجل خلالها 30 هدف ضمن 312 مباراة. حيث فاز في موسم واحد بالكأس وفي موسم واحد بالدوري.
خاض بول ستالتيري مسيرته مع Toronto Lynx ‏ ما بين عامي 1997 و1998 لمدة موسم واحد، مشاركًا في 16 مباراة سجل خلالها 8 أهداف. ثم انتقل إلى فيردر بريمن 2 ‏ في موسم 1997–98 واستمر معه طيلة ثلاثة مواسم، حيث شارك في 71 مباراة سجل خلالها 14 هدفًا. لينتقل بعدها إلى نادي فيردر بريمن في موسم 2000–01 ليلعب معه خمسة مواسم، مشاركًا في 151 مباراة سجل خلالها 6 أهداف. ثم انتقل إلى نادي توتنهام هوتسبير في موسم 2005–06 واستمر معه طيلة ثلاثة مواسم، مشاركًا في 42 مباراة سجل خلالها هدفين. هذا وانتقل لاحقًا إلى نادي فولهام في موسم 2007–08 لمدة موسم واحد، مشاركًا في 13 مباراة ولم يسجل أي هدف. ثم انتقل بعدها إلى نادي بوروسيا مونشنغلادباخ في موسم 2008–09 ولمدة موسمين، مشاركًا في 19 مباراة ولم يسجل أي هدف أيضًا.

## روابط خارجية
- بول ستالتيري على موقع الاتحاد الدولي (مؤرشف)  (الإنجليزية)
- بول ستالتيري على موقع قاعدة بيانات كرة القدم.إي يو (الإنجليزية)
- بول ستالتيري على موقع بيانات كرة القدم. دي إي (الألمانية)
- بول ستالتيري على موقع ناشيونال فوتبول تيمز (الإنجليزية)
- بول ستالتيري على موقع Soccerbase.com (لاعب) (الإنجليزية)
- بول ستالتيري على موقع عالم كرة القدم.نت (الإنجليزية)
- بول ستالتيري على موقع كووورة